# Cyperus schweinitzii
Cyperus schweinitzii är en halvgräsart som beskrevs av John Torrey. Cyperus schweinitzii ingår i släktet papyrusar, och familjen halvgräs. Inga underarter finns listade i Catalogue of Life.